# Содерце
Содерце је насељено место града Врања у Пчињском округу. Према попису из 2022. било је 468 становника (према попису из 1991. било је 387 становника).
Овде се налази Манастир Светог Симеона Столпника у Содерцу.

## Демографија
У насељу Содерце живи 243 пунолетна становника, а просечна старост становништва износи 38,2 година (36,6 код мушкараца и 39,8 код жена). У насељу има 87 домаћинстава, а просечан број чланова по домаћинству је 3,75.
Ово насеље је великим делом насељено Србима (према попису из 2002. године), а у последња три пописа, примећен је пад у броју становника.
|  |

| Демографија | Демографија | Демографија |
| Година      | Становника  | Становника  |
| ----------- | ----------- | ----------- |
| 1948.       | 519         |             |
| 1953.       | 524         |             |
| 1961.       | 571         |             |
| 1971.       | 557         |             |
| 1981.       | 467         |             |
| 1991.       | 387         | 387         |
| 2002.       | 326         | 331         |

| Етнички састав према попису из 2002.‍ | Етнички састав према попису из 2002.‍ | Етнички састав према попису из 2002.‍ | Етнички састав према попису из 2002.‍ | Етнички састав према попису из 2002.‍ |
| ------------------------------------ | ------------------------------------ | ------------------------------------ | ------------------------------------ | ------------------------------------ |
|                                      |                                      |                                      |                                      |                                      |
| Срби                                 | Срби                                 |                                      | 325                                  | 99,69%                               |
| Муслимани                            | Муслимани                            |                                      | 1                                    | 0,30%                                |
| непознато                            | непознато                            |                                      | 0                                    | 0,0%                                 |

| Година пописа     | 1948. | 1953. | 1961. | 1971. | 1981. | 1991. | 2002. |
| ----------------- | ----- | ----- | ----- | ----- | ----- | ----- | ----- |
| Број домаћинстава | 84    | 83    | 99    | 105   | 113   | 105   | 87    |

| Број чланова      | 1  | 2  | 3 | 4  | 5  | 6  | 7 | 8 | 9 | 10 и више | Просек |
| ----------------- | -- | -- | - | -- | -- | -- | - | - | - | --------- | ------ |
| Број домаћинстава | 13 | 16 | 8 | 14 | 22 | 11 | 1 | 1 | 0 | 1         | 3,75   |

| Пол    | Укупно | Неожењен/Неудата | Ожењен/Удата | Удовац/Удовица | Разведен/Разведена | Непознато |
| ------ | ------ | ---------------- | ------------ | -------------- | ------------------ | --------- |
| Мушки  | 127    | 37               | 77           | 13             | 0                  | 0         |
| Женски | 125    | 15               | 76           | 33             | 1                  | 0         |
| УКУПНО | 252    | 52               | 153          | 46             | 1                  | 0         |

| Пол    | Укупно                    | Пољопривреда, лов и шумарство | Рибарство                            | Вађење руде и камена | Прерађивачка индустрија       |
| ------ | ------------------------- | ----------------------------- | ------------------------------------ | -------------------- | ----------------------------- |
| Мушки  | 66                        | 11                            | 0                                    | 0                    | 24                            |
| Женски | 41                        | 8                             | 0                                    | 0                    | 18                            |
| УКУПНО | 107                       | 19                            | 0                                    | 0                    | 42                            |
| Пол    | Производња и снабдевање   | Грађевинарство                | Трговина                             | Хотели и ресторани   | Саобраћај, складиштење и везе |
| Мушки  | 0                         | 1                             | 4                                    | 3                    | 3                             |
| Женски | 0                         | 0                             | 1                                    | 1                    | 0                             |
| УКУПНО | 0                         | 1                             | 5                                    | 4                    | 3                             |
| Пол    | Финансијско посредовање   | Некретнине                    | Државна управа и одбрана             | Образовање           | Здравствени и социјални рад   |
| Мушки  | 0                         | 0                             | 2                                    | 1                    | 0                             |
| Женски | 0                         | 0                             | 0                                    | 1                    | 0                             |
| УКУПНО | 0                         | 0                             | 2                                    | 2                    | 0                             |
| Пол    | Остале услужне активности | Приватна домаћинства          | Екстериторијалне организације и тела | Непознато            | Непознато                     |
| Мушки  | 0                         | 0                             | 0                                    | 17                   | 17                            |
| Женски | 0                         | 0                             | 0                                    | 12                   | 12                            |
| УКУПНО | 0                         | 0                             | 0                                    | 29                   | 29                            |